# Franck Kessié
Franck Yannick Kessié (Ouragahio, 19 december 1996) is een Ivoriaans voetballer die doorgaans als defensieve middenvelder speelt. Hij verruilde FC Barcelona in augustus 2023 voor Al-Ahli. Kessié debuteerde in 2014 in het Ivoriaans voetbalelftal.

## Clubcarrière
Kessié speelde in de jeugd van Stella Club d'Adjamé. Atalanta Bergamo scoutte hem en haalde hem in 2015 naar Italië. Na een paar wedstrijden in het jeugdeleftal, verhuurde Atalanta Kessié in augustus 2015 voor een jaar aan Cesena. Dat was op dat moment actief in de Serie B. Kessié speelde op 31 oktober 2015 zijn eerste wedstrijd op Europese bodem, tegen Virtus Lanciano. Hij maakte meteen zijn eerste treffer. Kessié werd binnen een maand basisspeler en maakte in 37 competitieduels 4 doelpunten dat jaar. Na terugkomst debuteerde hij op 21 augustus 2016 voor Atalanta in de Serie A, thuis tegen Lazio. Hij maakte meteen twee doelpunten. Atalanta verloor desondanks met 3–4. Een week later was Kessié opnieuw trefzeker, uit tegen Sampdoria.
Kessié verruilde Atalanta in juli 2017 voor AC Milan. Officieel ging dit om een huur van twee jaar, maar met de verplichting om hem daarna te kopen. Hij werd bij AC Milan meteen basisspeler en stond in 2017/18 maar één speelronde niet aan de aftrap. Ook kwam hij dat seizoen voor het eerst uit in de Champions League. Kessié speelde uiteindelijk vijf jaar voor AC Milan. Daarin kwam hij ieder seizoen minimaal 30 speelronden in actie en ook ieder seizoen hoofdzakelijk als basisspeler. Na drie seizoenen in de subtop van de Serie A, werd Kessié in 2020/21 tweede met Milan en in 2021/22 voor het eerst in elf jaar Italiaans landskampioen.
Kessié tekende op 4 juli 2022 een contract tot medio 2026 bij FC Barcelona, dat hem transfervrij inlijfde. Hiermee werd hij in zijn eerste jaar ook voor het eerst Spaans landskampioen. Zijn bijdrage hieraan was wel een stuk kleiner dan zijn invloed bij Atalanta en AC Milan altijd waren geweest. Hij kwam weliswaar 28 speelronden in actie, maar in 21 daarvan als invaller. Hij scoorde dat seizoen één keer. Dat was wel het winnende doelpunt tijdens een 2–1 overwinning op titelconcurrent Real Madrid. Kessié hield het bij één seizoen in Barcelona en tekende in augustus 2023  bij Al-Ahli. Hiermee behoorde hij tot een aanzienlijk aantal spelers dat in de zomer van 2023 van een Europese topcompetitie verhuisde naar een club in Saoedi-Arabië.

## Clubstatistieken
| Seizoen     | Club             | Competitie       | Competitie | Competitie | Beker | Beker | Europa | Europa | Totaal | Totaal |
| Seizoen     | Club             | Competitie       | Wed.       | Dlp.       | Wed.  | Dlp.  | Wed.   | Dlp.   | Wed.   | Dlp.   |
| ----------- | ---------------- | ---------------- | ---------- | ---------- | ----- | ----- | ------ | ------ | ------ | ------ |
| 2014/15     | Atalanta Bergamo | Serie A          | 0          | 0          | 0     | 0     | —      | —      | 0      | 0      |
| Club Totaal | Club Totaal      | Club Totaal      | 0          | 0          | 0     | 0     | 0      | 0      | 0      | 0      |
| 2015/16     | → AC Cesena      | Serie B          | 37         | 4          | 0     | 0     | —      | —      | 37     | 4      |
| Club Totaal | Club Totaal      | Club Totaal      | 37         | 4          | 0     | 0     | 0      | 0      | 37     | 4      |
| 2016/17     | Atalanta Bergamo | Serie A          | 30         | 6          | 1     | 1     | —      | —      | 31     | 7      |
| Club Totaal | Club Totaal      | Club Totaal      | 30         | 6          | 1     | 1     | 0      | 0      | 31     | 7      |
| 2017/18     | → AC Milan       | Serie A          | 37         | 5          | 5     | 0     | 12     | 0      | 54     | 5      |
| 2018/19     | → AC Milan       | Serie A          | 34         | 7          | 5     | 0     | 3      | 0      | 42     | 7      |
| 2019/20     | AC Milan         | Serie A          | 35         | 4          | 3     | 0     | —      | —      | 38     | 4      |
| 2020/21     | AC Milan         | Serie A          | 37         | 13         | 2     | 0     | 11     | 1      | 50     | 14     |
| 2021/22     | AC Milan         | Serie A          | 31         | 6          | 3     | 1     | 5      | 0      | 39     | 7      |
| Club Totaal | Club Totaal      | Club Totaal      | 174        | 35         | 18    | 1     | 31     | 1      | 223    | 37     |
| 2022/23     | FC Barcelona     | Primera División | 28         | 1          | 5     | 1     | 8      | 1      | 41     | 3      |
| Club Totaal | Club Totaal      | Club Totaal      | 28         | 1          | 5     | 1     | 8      | 1      | 41     | 3      |
| Totaal      | Totaal           | Totaal           | 269        | 46         | 24    | 3     | 39     | 2      | 332    | 51     |

## Interlandcarrière
Kessié debuteerde op 6 september 2014 op zeventienjarige leeftijd in het Ivoriaans voetbalelftal, in kwalificatiewedstrijd voor het Afrikaans kampioenschap tegen Sierra Leone. Hij speelde de volledige wedstrijd, die Ivoorkust met 2–1 won. Hij kwam binnen anderhalve maand nog twee keer uit voor Ivoorkust en moest daarna anderhalf jaar wachten op zijn volgende interland. Vanaf mei 2016 behoorde hij doorgaans tot de Ivoriaanse selectie. Kessié was basisspeler op het Afrikaans kampioenschap 2017, zijn eerste eindtoernooi. Zijn teamgenoten en hij kwamen niet door de groepsfase. Dat lukte wel op het Afrikaans kampioenschap 2019. Hierop bereikte Kessié met Ivoorkust de kwartfinale. Op het Afrikaans kampioenschap 2021 was de achtste finale het eindpunt.

## Erelijst
| Competitie          |          |          |          |          |
| Competitie          | Aantal   | Jaren    |          |          |
| AC Milan            | AC Milan | AC Milan | AC Milan | AC Milan |
| ------------------- | -------- | -------- | -------- | -------- |
| Serie A             | 1x       | 2021/22  |          |          |
| FC Barcelona        |          |          |          |          |
| Primera División    | 1x       | 2022/23  |          |          |
| Supercopa de España | 1x       | 2022/23  |          |          |